# Komandir Šamil
Komandir Šamil, hrvatski dokumentarni film s elementima crne komedije iz 2015. godine redatelja i scenarista Ivice Dleska i scenaristice Sandre Pavković. Tema filma je sudbina mladića iz Trogira koji je svojom neslanom šalom objavljenoj na YouTubeu neposredno nakon dviju eksplozija u Zagrebu početkom 2013. godine sebi navukao na vrat državni represivni aparat. Objavio je šaljivi videouradak u kojem poziva na revoluciju, napade na izabrane ciljeve i izabrao si je nekakvo ime islamističkog prizvuka. Državni organi shvatili su poruku kao ozbiljnu prijetnju.